# Megachile diligens
Megachile diligens är en biart som beskrevs av Smith 1879. Megachile diligens ingår i släktet tapetserarbin, och familjen buksamlarbin. Inga underarter finns listade i Catalogue of Life.